# Manta (SeaWorld Orlando)
Manta im US-amerikanischen Freizeitpark SeaWorld Orlando (Orlando, Florida) ist eine fliegende Stahlachterbahn vom Modell Flying Coaster des Schweizer Herstellers Bolliger & Mabillard, die am 22. Mai 2009 nach acht Monaten Bauzeit eröffnet wurde.
Auf der 1023,8 Meter langen und 42,7 Meter hohen Strecke beschleunigen die Züge auf eine Höchstgeschwindigkeit von 90,1 km/h. Die Fahrgäste durchfahren in den als Rochen gestalteten Zügen in liegender Position vier Inversionen.
2015 wurde im japanischen Nagashima Spa Land mit Acrobat eine annähernd baugleiche Anlage eröffnet.

## Geschichte

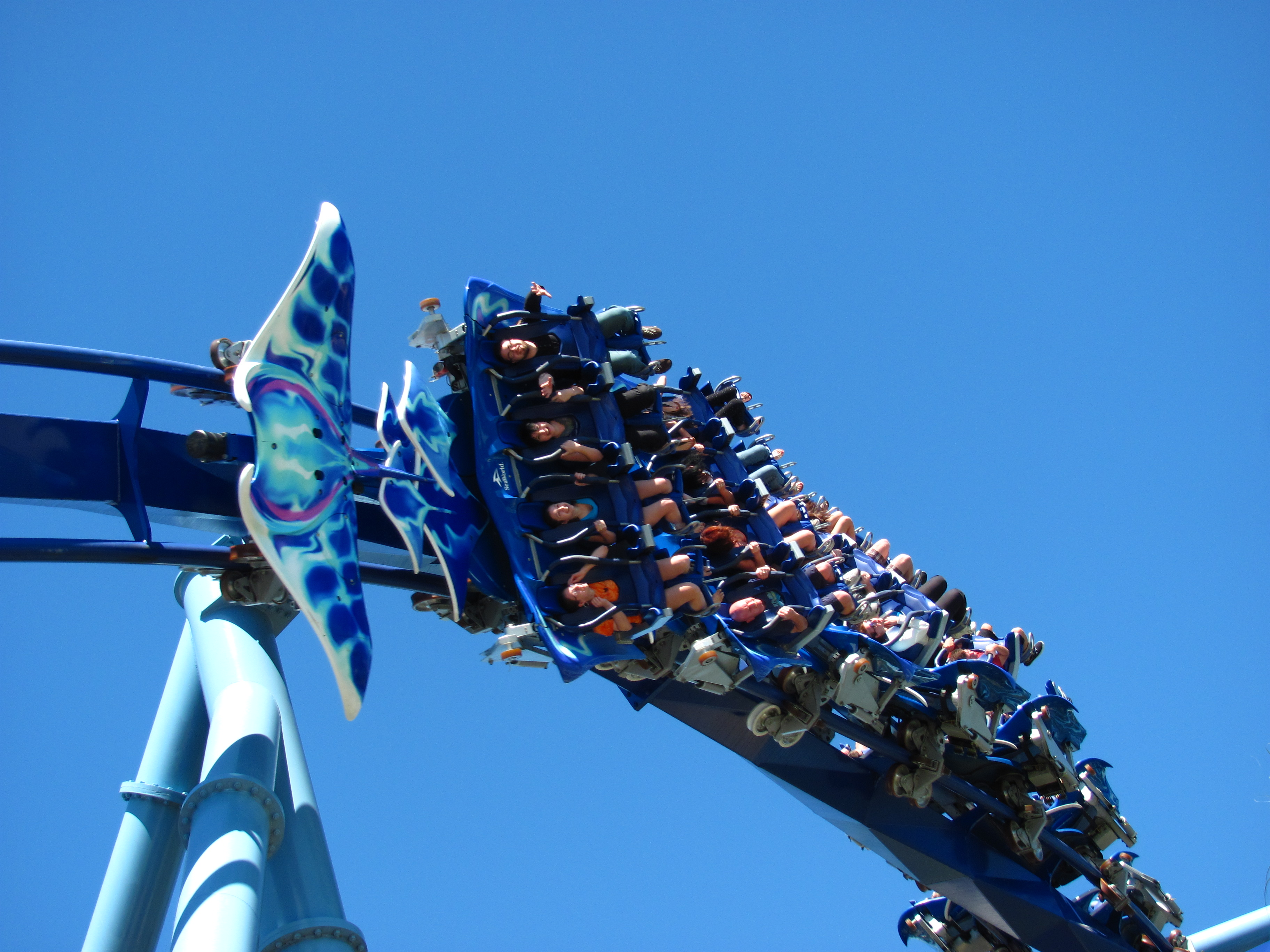
Einer der drei Züge von Manta

SeaWorld stellte das Konzept für Manta nach mehrjähriger Planung am 2. April 2008 Vertretern der Tourismusindustrie vor. Nähere Angaben zu der Bahn machte der Park nicht. Es wurde nur gesagt, dass es die größte Investition in ein einzelnes Fahrgeschäft der Parkgeschichte sei und die Bahn im Jahr 2009 eröffnen werde. Außerdem wurde verraten, dass es sich zwar um eine Achterbahn handle, die Attraktion aber mehr als bloß eine Achterbahn werde. Der Vice President of Sales and Marketing des Parks, Joseph Couceiro, beschrieb die Bahn als die „nächste Generation von Attraktion in SeaWorld“, die die Besucher in das Unterwasserleben eintauchen lassen würde.
Artworks der neuen Attraktion gelangten im April 2008 an die Öffentlichkeit. Da SeaWorld die Bilder nicht veröffentlicht hat, wollten die Verantwortlichen nicht bestätigen, dass die Anlage letztendlich den Artworks entsprechen werde. Am 12. März 2008 wurde ein Antrag auf Markenschutz für den Namen „Manta“ als Fahrgeschäft eingereicht. Am 29. Mai 2008 nannte der Park weitere Details zu der Attraktion und bestätigte offiziell, dass die Bahn „Manta“ heißen werde.
Im September 2008 wurde mit dem Bau des Stationsgebäudes und der Strecke begonnen. Das Unternehmen Superior Rigging & Erection errichtete die Stützen und Schienen von Manta. Der Schienenschluss erfolgte im Dezember 2008. Die Besucher konnten sich ab Anfang Mai 2009 im Rahmen eines Soft Openings einen Eindruck von Manta verschaffen, bevor die Attraktion am 22. Mai für die Öffentlichkeit eröffnet wurde.

## Layout
Nachdem der Zug die Doppelladestation verlassen hat, erklimmt er den 42,7 Meter hohen Lifthill. Oben angekommen, fährt er in einer Rechtskurve den 34,4 Meter hohen First Drop hinunter und gelangt in den 29,9 Meter hohen Pretzel-Loop. Anschließend absolviert der Zug eine Linkskurve und fährt in den ersten von zwei Inline-Twists ein, woraufhin er sich nach einer links-rechts-Kurvenkombination durch den Korkenzieher windet. Nach einer Rechtskurve gelangt er in die Blockbremse. Danach scheint der Zug auf einer bodennahen 270°-Rechtskurve das Wasser zu berühren und fährt anschließend an einem 13 Meter hohen, als Near-Miss-Element angelegten Wasserfall vorbei. Der Zug durchfährt den zweiten Inline-Twist und wird schließlich von der Schlussbremse auf Schrittgeschwindigkeit verzögert und fährt zurück zum Stationsgebäude.

## Thematisierung
Bei Manta wurde besonderer Wert auf den Wartebereich gelegt. Dieser wurde mit Mosaiken und Kunstwerken von Rochen so gestaltet, dass er an einen Küstenort erinnert. Auf dem 16.000 m² großen Gelände der Attraktion befinden sich zehn Aquarien, die zusammen 700.000 Liter Wasser fassen. In den Aquarien leben ca. 3000 Tiere 60 verschiedener Arten. Neben über 300 Rochen können auch Seepferdchen, Große Fetzenfische und weitere tropische Fischarten beobachtet werden.
Teilweise können die Aquarien auch von Besuchern eingesehen werden, die nicht mit der Achterbahn fahren möchten. Diese Besucher können einen zweiten Eingang benutzen, der von dem Wartebereich für die Achterbahn abgetrennt ist. Die wartenden Fahrgäste haben jedoch Zugang zu speziellen Ausstellungsteilen.

## Technik

### Schiene

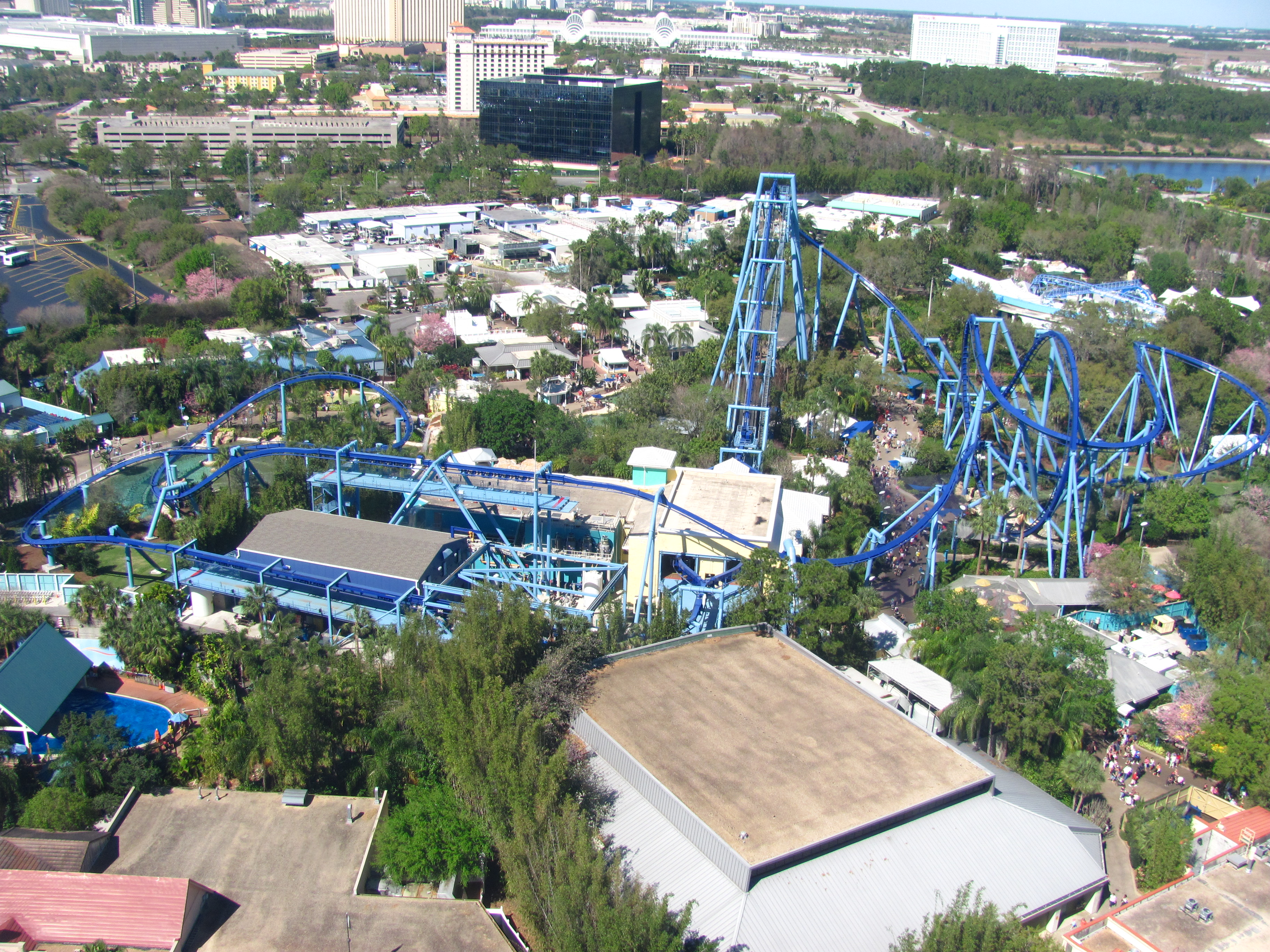
Überblick über die Anlage

Die Stahlschiene von Manta ist 1023,8 Meter lang und an ihrer höchsten Stelle, dem Scheitel des Lifthills, 42,7 Meter hoch. Bolliger & Mabillard ließ sie von Clermont Steel Fabricators in Batavia im Südwesten Ohios herstellen. Die Schiene ist dunkelblau und die Stützen hellblau. Um eine Geräuschreduktion zu erzielen, ist die Schiene an einigen Stellen mit Sand gefüllt. Auf der Strecke sind an verschiedenen Stellen Reibbremsen angebracht, mit denen die Anlagensteuerung ggf. die Geschwindigkeit des Zuges anpassen kann.
Um die Kapazität zu erhöhen, kommt bei Manta eine Doppelladestation zum Einsatz, in der zwei Züge auf parallel verlaufenden Gleisen gleichzeitig abgefertigt werden können. Dazu befindet sich vor und hinter dem Stationsgebäude jeweils eine Weiche, die den Schienenstrang teilt bzw. wieder zusammenführt.

### Züge
Manta besitzt drei Flying-Coaster-Züge von Bolliger & Mabillard mit acht Sitzreihen für je vier Personen. Die theoretische Kapazität beläuft sich auf 1500 Personen pro Stunde. Die Fahrgäste werden von Schoßbügeln und daran befestigten „Westen“, die sich über den Oberkörper erstrecken, in den Sitzen gehalten. Zusätzlich werden die Füße von speziellen Halterung gesichert.
Der erste Wagen des Zuges ist als Mantarochen mit einer Breite von 3,7 Meter gestaltet. Ursprünglich war geplant, dass die Flügel des ersten Wagens an einem bestimmten Punkt der Strecke Kontakt mit dem Wasser haben, doch Bolliger & Mabillard hatte Bedenken bei diesem Konzept. Stattdessen wurden Fontänen installiert, die einen Wasserkontakt „vortäuschen“. Durch Anpassen der Dauer und Höhe dieses „Splash-Effekts“ kann SeaWorld Einfluss auf den Nässegrad nehmen.

## Rezeption
Manta wurde von Kritikern überwiegend positiv aufgenommen. Die Busch Entertainment Corporation, der Mutterkonzern von SeaWorld Orlando, führt die steigenden Besucherzahlen auf die Eröffnung von Manta zurück. Im Juli 2009 wurde Manta von der Website Theme Park Insider zur „besten neuen Attraktion“ 2009 gewählt. Auch das Branchenblatt Amusent Today kürte Manta zum besten neuen Fahrgeschäft 2009. Im Achterbahnranking „Best Roller Coaster Poll“ platzierte sich Manta im Eröffnungsjahr 2009 auf Rang 23.